# 安東常久
安東 常久（1550年?- 1593年2月27日（文祿2年1月26日）），日本戰國時代、安土桃山時代的武將，通稱善右衛門，為立花家臣。

## 生平

### 家族背景
安東氏始祖為大職冠鐮足之後裔，自鎌倉時代領有伊豆國安東莊並於治承4年(1180年)侍奉源賴朝的一將・安藤伊賀守吉庵入道藤原秀幸，於關東作戰有戰功而受賜東字改稱安東氏。後於建久7年(1196年)，賴朝家臣大友能直被派往九州時受命隨之前往移動至九州豐後井田鄉中野(此地因此改名安東村)的一支分支，代代侍奉大友家，領有一城。到戰國時代，安東四郎連末仕於大友家一門望族戶次家為家老職。安東家伴隨主君立花道雪(戶次道雪)於大友軍陣中四處征戰，於大友、立花家多數主要戰役中可見安東姓的武士被記錄在參戰、陣亡侍帳，或者戰功獎狀上。
侍奉戶次氏的豐後安東家粗略分為二大支流，常久的柳川安東家源流之祖為立花家老・四天王的安東家忠之父安東連末，而常久的祖父為連末的弟弟安東連信（主稅助），父則為連信之子安東常治（市允、記介）。安東常治未跟隨主君立花道雪前往位於筑前的立花山城，他令安東常久跟隨道雪前往，自己留在豐後輔佐道雪的猶子戶次鎮連，最後於戶次川之戰隨豐後戶次家最後一任當主戶次統常陣亡。

### 經歷
安東常久作為旗本武士跟隨立花道雪轉戰筑前和筑後，之後仕奉道雪養子立花宗茂參與九州征伐、肥後國人一揆鎮壓和豐臣秀吉所發動之朝鮮戰役中的「文祿之役」。
天正15年（1587年）5月27日，於「黑門之戰」中被選拔為立花陣營的十二名討手之一，成功討殺敵將。文祿元年（1592年）的文祿之役中，安東常久被任命成為先鋒隊長，與小野成幸共同率領立花家的「金甲精銳隊」。文祿2年（1593年）1月26日，在「碧蹄館之戰」正午時分的戰事中，安東常久率其所部隨立花軍突入明軍本陣，縱橫馳突斬敵甚多，並與明軍總大將李如松單挑、迫其落馬，李如松之弟李如梅此時從旁以弓箭射殺常久、刺穿其咽喉，他因此陣亡於朝鮮；《明史》中記載「一金甲倭搏如松急」中的「金甲倭」，即為安東常久。
安東常久之子安東常房（鬼千代丸、孫十郎、彌兵衛、善右衛門）在接受主君立花宗茂給予常久的感狀後，成為宗茂的側近、繼續參加朝鮮戰役，並繼承常久於筑後山門郡垂見村100石的俸祿。「關原之戰」後，立花家遭到改易，安東常房一時改仕加藤清正，之後在立花宗茂回封柳川後回歸立花家，再次獲得100石俸祿；安東常房最後在參與鎮壓島原之亂時亡於該役。其後代代當主繼承善右衛門的稱呼，官稱市之丞，並配屬於小姓組110石之俸祿。

## 軼聞
某日常久曾與人說道：「古人常言不入虎穴，焉得虎子。並且我將此話深植心中不忘，去面對每場戰陣。」